# Которешть
Которешть, Которешті (рум. Cotorăști) — село у повіті Алба в Румунії. Входить до складу комуни Римец.
Село розташоване на відстані 289 км на північний захід від Бухареста, 28 км на північ від Алба-Юлії, 49 км на південь від Клуж-Напоки.

## Населення
За даними перепису населення 2002 року у селі проживали 107 осіб, усі — румуни. Усі жителі села рідною мовою назвали румунську.